# Centre Cultural i Museu de la Memòria
El Centre Cultural i Museu de la Memòria de Montevideo (Uruguay) és un espai dedicat a la recuperació de la memòria sobre l'horror del terrorisme d'Estat i els esforços del poble uruguaià en la seva lluita contra la dictadura. L'objectiu és aportar coneixement a les noves generacions sobre la història recent de l'Uruguai per enfortir la democràcia i la identitat nacional.
A l'inici de la dècada del 1970, quan l'Uruguai estava immers en una greu crisi econòmica, un sector progressista de l'exèrcit s'alçà contra el president Bordaberry i dissolgué el parlament, però el 1975 fou desplaçat pels oficials més reaccionaris amb el suport dels EUA. Aleshores la repressió militar, amb la col·laboració d'experts nord-americans i brasilers, reprimí qualsevol expressió democràtica i la població hagué d'emigrar en massa. L'any 1984, el govern militar negocià directament amb les principals forces polítiques a l'oposició el restabliment d'un govern civil. Les eleccions presidencials de 1984 donaren la victòria a Sanguinetti, del Partido Colorado, que ocupà el poder el febrer de 1985, formà un govern d'unitat nacional i decretà una amnistia política.